# 博爾若米-哈拉加烏利國家公園
41°51′N 43°10′E / 41.850°N 43.167°E

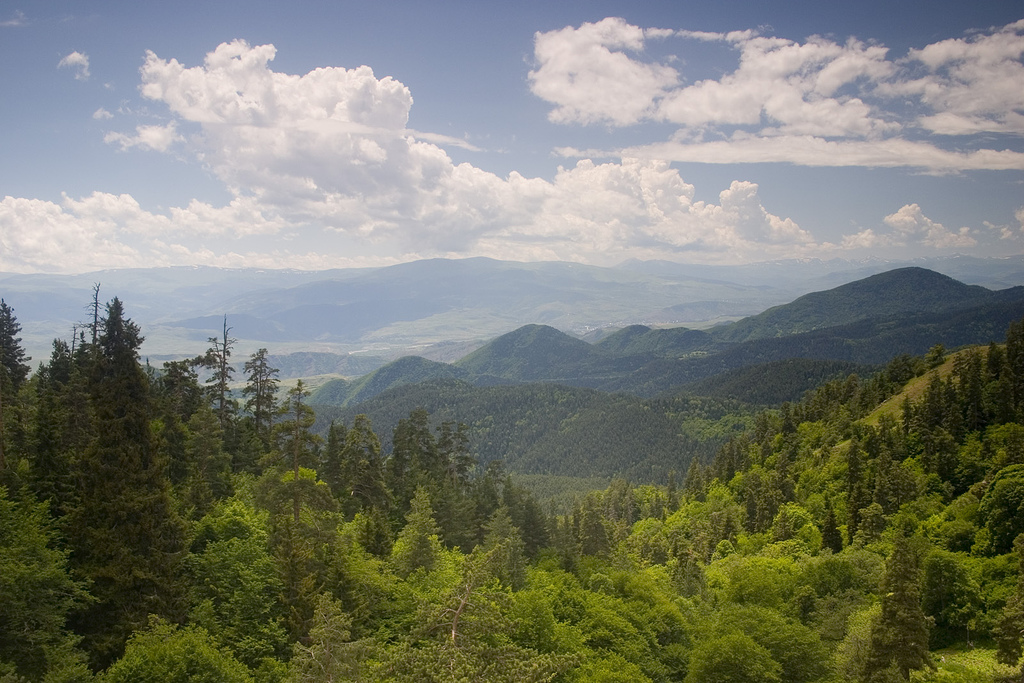

博爾若米-哈拉加烏利國家公園是格魯吉亞的國家公園，位於該國中南部薩姆茨赫-賈瓦赫蒂大区，處於首都第比利斯西南面，成立於1995年，面積1,093平方公里。